# 10e congrès national du Parti communiste chinois
 (janvier 2024).
Si vous disposez d'ouvrages ou d'articles de référence ou si vous connaissez des sites web de qualité traitant du thème abordé ici, merci de compléter l'article en donnant les références utiles à sa vérifiabilité et en les liant à la section « Notes et références ».

Le 10e Congrès national du Parti communiste chinois (en chinois : 中国共产党第十次全国代表大会) s'est tenu du 24 au 28 août 1973 à Pékin. Avec une durée de 4 jours, il s'agit du congrès le plus court de l'histoire du Parti communiste chinois. Le parti comptait alors 28 millions de membres qui ont été représentés par 1249 délégués lors du congrès.

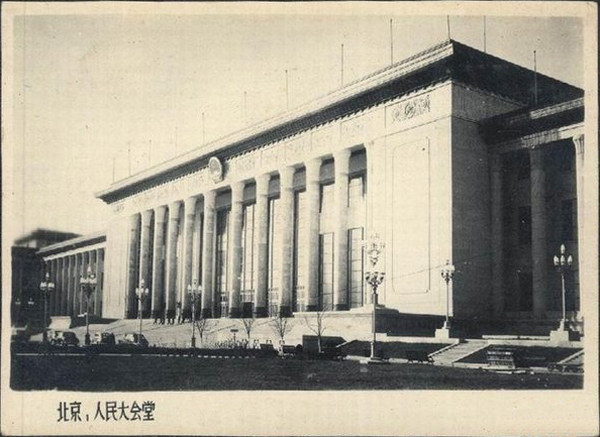
Le Palais de l'Assemblée du peuple, où s'est tenu le congrès.

Ce congrès s'est tenu sous haute confidentialité, le monde entier n'en prit connaissance qu'après sa tenue.

## Déroulement
Quatre jours avant la tenue du congrès, le 20 août, le Bureau politique du parti a adopté une résolution expulsant du parti à titre posthume Lin Biao et son épouse Ye Qun. Les principaux alliés de Lin Biao ont été expulsés par la même résolution, notamment: Huang Yongsheng, Wu Faxian, Li Zuopeng et Qiu Huizuo.
Lin Biao a alors été déclaré comme opportuniste de droite qui « a agité le drapeau rouge pour vaincre le drapeau rouge ».
Mao Zedong, dont la santé était de plus en plus faible, présida la séance d'ouverture. Le rapport politique fut lu par Zhou Enlai. 
Wang Hongwen, jeune membre de la Bande des Quatre et protégé de Mao, fut chargé du rapport de modification de la constitution du parti. 
Les changements dans la constitution sont mineurs, quelques ajustements structurels et modifications de quelques dispositions; le principal de ce changement et la suppression à toute mention de Lin Biao ainsi que de l'ensemble des textes et dispositions dont ce dernier était à l'origine. 
Wang Hongwen, dans son discours, déclara qu'après la destruction du premier "quartier général bourgeois" dirigé par Liu Shaoqi, le second "quartier général bourgeois" dirigé par Lin Biao a été détruit.
Il a également souligné l'importance de former de jeunes dirigeants, considérant l'avenir du pays comme étant dans leurs mains. Et de l'importance de la poursuite et de l'accélération de la Révolution culturelle.
La purge de Lin Biao et de ses alliés avait laissé un vide énorme dans les instances dirigeantes du parti. Par exemple, le Comité permanent du bureau politique ne comptait plus que trois membres: Mao Zedong, Zhou Enlai et Kang Sheng. Pour combler ce vide, de nombreuses personnalités persécutées durant la Révolution culturelle ont été réhabilitées et réintroduites dans la direction du parti, notamment: Wang Jiaxiang, Ulanhu, Li Jingquan et Liao Chengzhi.
Mais la personne la plus surprenante à être réintégrée fut Deng Xiaoping qui était alors qualifié de numéro 2 du "quartier général bourgeois".
Ce congrès marque également une élévation encore plus marquée de la Bande des Quatre: Jiang Qin et Yao Wenyuan comme membres du Bureau politique, Zhang Chunqiao comme membre du Comité permanent du bureau politique et Wang Hongwen comme vice-président du parti.
Mao n'a pas pu participer à la session de clôture du 28 août en raison d'un affaiblissement de son état de santé, et a demandé à Wang Hongwen de voter à sa place. Ses différentes faveurs de Mao envers son jeune protégé : son ascension fulgurante dans les instances du parti, sa nomination comme l'un des vice-présidents du parti à la demande personnelle de Mao, ont fait planer le doute en Chine comme à l'étranger jusqu'à 1974 au moins que Wang était le possible dauphin du Grand timonier.

## Postérité
La sixième session plénière du 11e comité central en juin 1981 adopte la: « résolution sur certaines questions de l'histoire de notre Parti depuis la fondation de la République populaire de Chine », et déclare le 10e congrès comme une continuation des erreurs de gauche du 9e congrès.